# Bassin du Niger
Cet article détaille le bassin versant du fleuve Niger, en Afrique.

## Caractéristiques

Cours du Niger en Afrique

Le bassin du Niger est le 4e plus grand bassin d'Afrique, après ceux du Congo, du Nil et du lac Tchad. Il couvre une superficie de 2 262 000 km2 et s'étend, en Afrique de l'Ouest, sur les pays suivants :
- Algérie
- Bénin
- Burkina Faso
- Cameroun
- Côte d'Ivoire
- Guinée
- Mali
- Niger
- Nigeria
- Tchad

## Affluents

### Haut Niger
Le Haut-Niger correspond au cours du fleuve, depuis sa source jusqu'au delta intérieur. Le Niger traverse successivement le Burkina Faso, la Guinée et le Mali.
- Niger :
  - Tinkisso
  - Milo
  - Niandan
  - Sankarani

### Delta intérieur
Le delta intérieur du Niger s'étend sur près de 400 km au Mali, entre Djenné et Tombouctou.
- Niger :
  - Bani

### Moyen Niger
Le moyen Niger s'écoule au Niger et au Nigeria.
- Niger :
  - Gorouol
  - Dargol
  - Sirba
  - Tapoa
  - Goroubi
  - Diamangou
  - Mékrou
  - Alibori
  - Atakora
  - Sota

### Niger inférieur
Le Niger inférieur correspond à la dernière partie du cours du fleuve au Nigeria, avant son embouchure.
- Niger :
  - Sokoto
  - Kaduna
  - Bénoué
  - Forcados
  - Nun